# Herakles
 "Herkules" omdirigeres hertil. For andre betydninger af Herkules, se Herkules (flertydig).
Herakles (græsk: Ἡρακλῆς, Hēraklês), født Alkaios (Ἀλκαῖος) eller Alcides (Ἀλκείδης, Alkeidēs), var en guddommelig helt i græsk mytologi. Han var søn af Zeus og Alkmene, som var dronning af Theben, og plejesøn af Amphitryon. Romerne kendte ham under navnet Herkules; etruskerne kaldte ham Hercle. Stjernebilledet Herkules er opkaldt efter ham.

## Baggrund
Alkmene havde født tvillinger; Herakles, der var søn af Zeus, og hans halvbror Ifikles, der var søn af hendes mand, kong Amfitryon. Herakles blev først kaldt Alkeides til ære for Amfitryons far Alkaios; men stillet overfor Heras vrede over Zeus' utroskab, blev han snart opkaldt efter hende i håb om at formilde hende. Det formildede hende ikke spor. I et fornyet forsøg på forsoning lullede Zeus hende i søvn, og fik Hermes til at lægge den nyfødte til hendes bryst for at die hende. Hera vågnede brat og smed barnet fra sig, så mælken sprøjtede. Deraf opstod angiveligt Mælkevejen. Og selv om Herakles betyder "Heras fryd", forfulgte hun ham hele hans liv. Hun pønsede på hævn, og sendte to store slanger ind til tvillingernes vugge. Ifikles skreg af skræk ved synet, mens Herakles smilede og greb om slangerne og kvalte dem.

## Bedrifter
I den græske gudeverden er han den vældige stridsmand, som ufortrødent kæmper mod vilddyr, uhyrer og alskens ondskab. Af alle den græske sagnverdens figurer var Herakles den mest populære. Der er ingen anden halv- eller helgud, til hvem der er knyttet så mange sagn eller er afbildet så mange gange på kunstværker. Han har kæmpet mod næsten alle de uhyrer, der optræder i folketroen. Han var vidt berømt i alle egne af Grækenland – specielt i Argos, Theben, Aitolien og Oitaia. Uden for Grækenland berettede græske handelsfolk om hans gerninger i de fjerneste egne.
Som voksen kæmpede han mod en løve i Thebens egne og mod minyerne i Orchomenos. Som belønning gav kong Kreon ham sin ældste datter, Megara, til hustru. Lykken fulgte dog ikke ægteskabet, da den evigt forbitrede Hera straffede Herakles ved at gøre ham gal og dræbe de børn, Megara havde født ham.
Herakles drog videre til Delfoi(Delfi) og fik her af oraklet Pythei at vide, at han skulle begive sig til Tiryns for at tjene Eurystheus – en fej og ussel konge.
Ironisk nok blev det sagt om kongen, at han nedstammede fra Sthenelos, der var søn af Perseus, der var søn af Zeus. En ætling af Zeus' slægt blev så sat til at herske over en anden. De var som nat og dag. Herakles var ædel, stærk og modig – Eurystheus var svag, ildeset og lille af ånd.
Eurystheus befalede Herakles at udføre de berømte 12 arbejder – der skulle være umulige at løse. Dels for at vise sin magt over sin tydelige overmand – dels for at knægte den uforfærdede Herakles.
Herakles optræder i mange andre eventyr som Jason og argonauternes togt. Her optræder han perifert.

## Herakles-kulten
Herakles opfattedes dels som en gud dels som helt. Enkelte steder voldte det besvær at forholde sig til en sådan tvetydighed. Dyrkelsen af ham opfandt forklaringer og legender, så Herakles gerninger stemte overens med personen. Generelt blev han dyrket som en gud.
Kongeslægter henledte deres herkomst til ham – heraklider.
Det var primært som menneskenes mægtige beskytter og som den sejrrige overvinder af ondskab, at Herakles blev tilbedt.
Historierne om hans bedrifter omfattede også hans evner til at få sygdomsramte og plagede landområder på fode igen.
Ved bjerget Oite i Sydgrækenland blev han kendt som den, der befriede landet for de infernalske græshoppesværme. Ifølge legenden døde han på Oite, og på en bjergtop på Oite (1600 m over havet) ses stadig resterne af det tempel, der i oldtiden blev rejst til hans ære.
Andre steder blev han kendt som den, der fik kilder til at springe og den, der omdirigerede floders løb. Her findes også forklaringen på, at han på billeder og vaser ofte er afbildet med et overflødighedshorn, et symbol på jordens overdådighed.
Herakles siges også at have besøgte Marokko og anlagt byen Tanger, hvor han havde sin egen grotte ca. 14 km vest for byen, som i dag er en af Tangers mest populære turistattraktioner.
Ungdommen opfattede ham pga. hans mandighed og stærke fysik som deres åbenlyse beskytter. Adskillige "gymnasier" (dvs. stadier) stod under hans varetægt. I Sparta gjaldt han for folkets fører i krigen. Ofringerne til ham bestod af tyre, væddere og svin.